# 緑の夢を見ませんか?
緑の夢を見ませんか?（みどりのゆめをみませんか）は、1978年6月26日から同年9月18日までテレビ朝日系列で、月曜日22:00-22:54の『ポーラ名作劇場』の枠で放送されたドラマである。全13回。

## 概要
越谷弘子は、良家育ちで一人では何も出来ないような性分。その夫・安彦は、父親の会社を受け継いだが、新事業に手を出して失敗。ペンション経営に乗り出したが、やがて自殺を遂げる。そんな夫の残したペンションを、友人たちの助けを借りながら必死に努力し、元気に経営していく。その5人の女性の友人たちも、それぞれ男性不信の過去を持っていた。そんな弘子たちの模様を伊豆高原を舞台にコミカルに描いた。
脚本の山田太一によると、「視聴者の中には、夫婦もののドラマのようにリアルで厳しい話にうんざりしている向きもあるのではと思い、それではここで、女性が曲がりなりにも元気に生きていく夢を描いてみようと思った」という本作についての考え方を話している。また「見る人が白けそうで白けないような、ギリギリの線で勝負した。今までになかったドラマを書いたつもり」とも話している。

## スタッフ
（出典：）
- 脚本：山田太一
- 演出：久野浩平
- プロデューサー：岩永惠
- 音楽：村井邦彦（編曲：田辺信一）
- 技術：樋口勝也
- カメラ：松野功夫
- 音声：高橋正勝
- 照明：栗原進
- 美術：橋本潔

## キャスト
（出典：）
- 越谷弘子：三田佳子
- 越谷静江（安彦の母）：北林谷栄
- 菊本美津江：倍賞美津子
- 朝川竜夫：細川俊之
- 渋沢妙子：萩尾みどり
- 谷川まゆみ：森下愛子
- 片岡夕子：紀比呂子
- 西村和夫：渡辺篤史
- 栗原進之助：吉田次昭
- 中本信吾：河原崎長一郎
- 金田照男：名古屋章
- 佐伯晶治：北村和夫
- 静江の妹・公子：杉山とく子
- 弘子の母・文子：夏川静枝
- 弘子の兄・規雄：天田俊明
- 朝川好太郎（竜夫の父）：藤岡琢也
- 藤田弓子
- 及川ヒロオ
- 田辺靖男
- 結城しのぶ
- 藤原圭子：岸絵まり子 ※ペンションにやって来た8人の中学生の担任、第7話ゲスト
- 大沼：西塚肇 ※第8話ゲスト
- 敏子：竹田かほり ※第8話ゲスト
- 島田：下塚誠 ※第11話ゲスト

ーーーーーーーーーー
- 越谷安彦：津川雅彦

## 書籍
- 山田太一作品集 緑の夢を見ませんか? （大和書房　1983年第一刷）